# Нісіґо

37°8′31″ пн. ш. 140°9′19″ сх. д. / 37.14194° пн. ш. 140.15528° сх. д.
Нісіґо́ (яп. 西郷村, にしごうむら, МФА: [ɲiɕigoː muɾa]) — село в Японії, в повіті Нісі-Сіракава префектури Фукусіма. Станом на 1 жовтня 2008 площа села становила 192,32 км². Станом на 1 січня 2009 населення села становило 19 807 осіб.